# Ateneo Meccanico
Ateneo detto Meccanico (in greco antico: Ἀθήναιος?, Athénaios; Seleucia, I secolo a.C. – I secolo a.C.) è stato un filosofo e ingegnere greco antico, autore di un trattato sulle macchine da assedio intitolato Sulle macchine (Περὶ μηχανημάτων).

## Biografia
Gli studiosi moderni lo identificano con il filosofo  peripatetico Ateneo di Seleucia, attivo tra la metà e la fine del I secolo a.C. e citato da Strabone. 
Secondo quest'ultimo, Ateneo fu per qualche tempo il più importante demagogo della sua città natale, ma in seguito si recò a Roma, dove divenne amico di Lucio Licinio Varrone Murena. Quando la congiura ordita da Murena e Fannio Cepione contro Augusto fu scoperta, Ateneo accompagnò Murena nella sua fuga. Successivamente catturato, Ateneo fu perdonato da Augusto in quanto non vi era alcuna prova che avesse preso parte attiva alla congiura.
Diodoro Siculo cita uno storico di nome Ateneo che potrebbe essere la stessa persona.

## Sulle macchine
Il trattato è dedicato a Marco Claudio Marcello e deve quindi essere stato composto prima della morte di questi nel 23 a.C.
Ateneo descrive varie macchine da assedio, alcune antiche e altre di sua invenzione, citando come fonti Egesistrato, Diade di Pella e Filone di Bisanzio. Alcune analogie tra l'opera di Ateneo e il De architectura di Vitruvio inducono a ritenere che i due autori abbiano utilizzato una fonte comune.
Il Parangelmata Poliorcetica di Erone di Bisanzio, un'opera del X secolo sulle macchine da assedio, utilizza Ateneo come fonte.